# Swertia schugnanica
Swertia schugnanica är en gentianaväxtart som beskrevs av Pissjaukova. Swertia schugnanica ingår i släktet Swertia och familjen gentianaväxter. Inga underarter finns listade i Catalogue of Life.